# Benoît Malon
Benoît Malon (Précieux (Loire), 23 de junho de 1841 — Asnières-sur-Seine, 13 de setembro de 1893) foi um militante socialista, dirigente da Comuna de Paris, jornalista e escritor.

## Biografia
Nasceu na zona rural do Loire, filho de camponeses pobres, ficando órfão de pai ainda muito jovem. Apesar de ter sido bom aluno na Escola Comunal de Précieux, sendo órfão e de família sem posses, empregou-se como trabalhador agrícola em Neyrieux, na região do Ain. Contudo, adoeceu e foi obrigado a voltar para Forez, onde foi recolhido por seu irmão Jean Malon, professor primário, beneficiando-se durante dois anos das suas lições. Em seguida, frequentou uma escola clerical de Lyon, fazendo o curso de preparação para o seminário menor. Esse percurso, aliado a um excelente autodidactismo, explica a sua posterior carreira como jornalista e escritor.
Em ruptura com as crenças católicas, Benoît Malon decide não entrar para o seminário e fixa-se em Paris em 1865, onde encontra emprego como operário tintureiro numa fábrica de Puteaux. Por influência de Zéphyrin Camélinat, aderiu logo em 1865 à Associação Internacional dos Trabalhadores (AIT) e, em 1866, já organizava em Puteaux uma greve dos operários tintureiros e fundava uma cooperativa de consumo.
Com o seu amigo Eugène Varlin, assume cargos dirigentes na seção francesa da AIT, que, entretanto, tinha sido interdita em França, e em consequência é encarcerado em 1868 e 1870. Em 1870, passa a trabalhar como jornalista do periódico La Marseillaise, jornal dirigido por Henri Rochefort. Nesse jornal, publica uma notável série de artigos sobre a grande greve nas fábricas Schneider de Creusot. Em 1870, quando do terceiro processo judicial contra a Primeira Internacional, foi condenado a vários meses de prisão.
Libertado da prisão em consequência da proclamação da Terceira República Francesa, ocorrida a 4 de Setembro de 1870, organizou com Eugène Varlin a assistência pública para os parisienses pobres durante o Cerco de Paris pelo exército prussiano. Foi então eleito membro do Comité central républicain des vingt arrondissements (Comité central republicano dos vinte bairros) e presidente da câmara adjunto do 18º bairro. Em Fevereiro de 1871, foi eleito deputado socialista revolucionário pela região do Seine, mas demitiu-se, com Victor Hugo e outros deputados republicanos, em protesto contra a cessão da Alsácia-Lorena ao Império Alemão.
A 26 de Março de 1871, foi eleito para o Conseil de la Commune (o Conselho da Comuna) e nomeado presidente da câmara do bairro de Batignolles, onde organizou a defesa dos comunards durante a semana sangrenta. No Conselho da Comuna, fez parte da comissão do Trabalho e Câmbios e votou contra a criação do Comité de Salvação Pública. Após o esmagamento da Comuna de Paris, durante a Semana Sangrenta, foge da cidade e exila-se em Lugano, na Suíça, e depois em Itália, onde participa do movimento operário de inspiração anarco-sindicalista. Em Dezembro de 1871, aderiu à Federação do Jura (Fédération jurassienne), uma organização operária de tendência bakouninista. Por essa altura, publicou a obra La Troisième défaite du Prolétariat français (A terceira derrota do Proletariado francês).
Durante o seu exílio na Suíça, passa a viver com a militante feminista André Léo, com quem casou livremente em 1872. Regressou a França após a amnistia de 1880 e foi eleito presidente do Congresso Socialista de Saint-Étienne (1882), no qual se estabeleceu a ruptura entre os reformistas (possibilistas), liderados por Paul Brousse, grupo de que fez parte, e os guesdistas (depois marxistas). Declarando-se socialista independente, fundou, com Elie Peyron, o periódico La Revue socialiste (A revista socialista), de que foi o primeiro director, de 1885 até falecer. O periódico tinha, nos seus estatutos fundadores, o princípio da abertura a todas as tendências do socialismo francês.
Benoît Malon publicou numerosas obras, dentre as quais se destaca a intitulada Le Socialisme intégral (1891), que influenciaram toda uma geração de militantes, nas quais propunha a criação daquilo que viria a ser o estado providência, com um Ministério da Segurança Social. Quando faleceu, mais de 10 000 pessoas acompanharam o seu funeral no Cemitério de Père-Lachaise, onde foi inumado na 76ª divisão. Em 1913, um monumento destinado a albergar os seus restos mortais foi erigido junto ao Mur des Fédérés (Muro dos Federados), em cerimónia na qual Jean Jaurès discursou. Permanece um símbolo forte do socialismo marxizante.

## Obras publicadas
- La Troisième défaite du Prolétariat Français (1871)
- Spartacus ou la guerre des esclaves (roman historique) (1873) ; rééd. Jacques André, éditeur, préface de Gérard Gâcon « Benoît Malon et le roman historique », Lyon, 2008
- Histoire du socialisme (1878)
- Le parti ouvrier en France (1880/1882, réed.)
- Le nouveau parti, 2 vol. (1881, 1882)
- Histoire du socialisme depuis les temps les plus reculés jusqu'à nos jours (1882)
- Manuel d'Économie sociale (1883)
- Le socialisme réformiste (1885)
- Morale sociale (1886, réédité aux éditions Le bord de l'eau, Latresne, 2007, sous le titre La morale sociale. Morale socialiste et politique réformiste)
- Le socialisme intégral, Alcan, Paris (1891)
- Précis historiques,théorique et pratique du socialisme (1892)
- Fragment de Mémoires, Montbrison, Village de Forez (1984)
- Une jeunesse forézienne, préface de Claude Latta, Jacques André éditeur, Lyon, 2008